# Cyclopentadienyliron dicarbonyl dime
Cyclopentadienyliron đicacbonyl đime là một hợp chất cơ kim có công thức hóa học {\displaystyle {\ce {[(C5H5)Fe(CO)2]2}}}, thường được viết tắt là {\displaystyle {\ce {Cp2Fe2(CO)4}}}, {\displaystyle {\ce {[CpFe(CO)2]2}}} hoặc thậm chí Fp2, với tên thông thường "fip dimer". Nó là một chất rắn kết tinh màu đỏ tía sẫm, dễ hòa tan trong dung môi hữu cơ phân cực vừa phải như clorofom và pyridin, nhưng ít hòa tan trong cacbon tetraclorua và cacbon đisunfua. Fp2 không tan trong nước nhưng bền với nước. Fp2 ổn định khi được bảo quản hợp lí trong không khí và là nguyên liệu ban đầu thuận tiện để tiếp cận các dẫn xuất Fp khác.

## Điều chế
Fp2 đã được Geoffrey Wilkinson điều chế lần đầu tiên vào năm 1955 tại Harvard, sử dụng cùng một phương pháp được sử dụng ngày nay: phản ứng của sắt pentacacbonyl và đicyclopentadien.
| 2+ 2{\displaystyle {\ce {->}}}+ 6+ |
| ---------------------------------- |

## Phản ứng

### Phản ứng với iod
| +{\displaystyle {\ce {->}}} 2 |
| ----------------------------- |